# Autostrady w Wielkiej Brytanii
     autostrada
     ulepszona droga A

Autostrady w Wielkiej Brytanii. Przerywana linia oznacza drogę w budowie. Stan na rok 2016
autostrada
ulepszona droga A

Autostrady w Wielkiej Brytanii – część systemu transportowego Wielkiej Brytanii. Autostrady (ang. motorways) zasadniczo oznaczane są literą M, aczkolwiek niektóre odcinki przebudowywanych dróg krajowych A otrzymują oznaczenie A[numer](M). Ograniczenie prędkości wynosi 70 mph (112 km/h). Ich długość jest szacowana na ok. 3600 km.
W 2015 roku ogłoszono plany wprowadzenia nowej kategorii, dróg ekspresowych (ang. expressways) i przypisania do niej niektórych dróg dwujezdniowych o wysokim standardzie.

## Lista autostrad

### Autostrady M
| Oznaczenie | Numer   | Opis przebiegu | Jednostki terytorialne | Długość | Długość |
| Oznaczenie | Numer   | Opis przebiegu | Jednostki terytorialne | mi      | km      |
| ---------- | ------- | --- | --- | ------- | ------- |
| M1         | M1      | Autostrada północ – południe, łącząca Londyn (dzielnica Hendon) z Leeds i dalej do A1 niedaleko Garforth. Pierwsza autostrada międzymiastowa.                                                                                       | - Wielki Londyn - Hertfordshire - Bedfordshire - Buckinghamshire - Northamptonshire - Leicestershire - Nottinghamshire - Derbyshire - South Yorkshire - West Yorkshire                                              | 193,5   | 311,4   |
| M2         | M2      | Biegnie ze Strood do Faversham. Omija Medway Towns. | Kent | 25,7    | 41,4    |
| M3         | M3      | Główna autostrada prowadząca z Londynu na południowe wybrzeże. Łączy Sunbury-on-Thames z Southampton. | - Surrey - Hampshire | 58,6    | 94,3    |
| M4         | M4      | Południowa autostrada wschód – zachód, łączy Londyn (dzielnica Chiswick) z Bristolem i South Wales, kończąc swój bieg w okolicy Pontarddulais.                                                                                      | - Wielki Londyn - Berkshire - Buckinghamshire - Wiltshire - Gloucestershire - Monmouthshire - Newport - Cardiff - Vale of Glamorgan - Rhondda Cynon Taff - Bridgend - Neath Port Talbot - Swansea - Carmarthenshire | 189     | 304     |
| M5         | M5      | Główna autostrada w South West England. Łączy M6 w Great Barr (na granicy Birmingham/West Bromwich/Walsall) z Exminster koło Exeter.                                                                                                | - West Midlands - Worcestershire - Gloucestershire - Bristol - Somerset - Devon | 162,9   | 262,2   |
| M6         | M6      | Główna zachodnia autostrada północ – południe, łącząca region North West England z South England. Rozpoczyna się na węźle z M1 przy Rugby, a jej koniec znajduje się na styku z A74(M) w szkockiej miejscowości Gretna.             | - Leicestershire - Warwickshire - West Midlands - Staffordshire - Cheshire - Merseyside - Wielki Manchester - Lancashire - Cumbria                                                                                  | 232,2   | 373,7   |
| M6 Toll    | M6 Toll | Płatna autostrada omijająca zatłoczony odcinek M6 w Birmingham i Wolverhampton. Biegnie z okolic Coleshill do Cannock. | - West Midlands - Staffordshire | 27      | 43      |
| M8         | M8      | Łączy Edynburg z Glasgow, Livingston i A8 w Langbank. | - Edinburgh - West Lothian - North Lanarkshire - Glasgow - Renfrewshire | 60,3    | 97      |
| M9         | M9      | Stanowi połączenie M8 na zachód od Edynburga ze Stirling, Falkirk i Dunblane. | - Edinburgh - West Lothian - Falkirk - Stirling | 33      | 53,1    |
| M11        | M11     | Łączy Londyn (dzielnica Woodford) z Cambridge. | - Wielki Londyn - Essex - Cambridgeshire | 55      | 88,5    |
| M18        | M18     | Biegnie od węzła z M1 w Rotherham do węzła z M62 blisko Goole. | - South Yorkshire - East Riding of Yorkshire | 26,5    | 42,6    |
| M20        | M20     | Stanowi łącznik między M25 w Swanley a Folkestone. | Kent | 50,6    | 81,4    |
| M23        | M23     | Autostrada łączy Hooley (w Surrey) z Crawley. | - Surrey - West Sussex | 15,9    | 25,6    |
| M25        | M25     | Pierścień autostradowy wokół Londynu, z kolejnością numeracji węzłów zgodnie z ruchem wskazówek zegara od Dartford do Thurrock. Przeprawa przez Tamizę nie jest traktowana jako autostrada.                                         | - Kent - Surrey - Berkshire - Wielki Londyn - Buckinghamshire - Hertfordshire - Essex | 117     | 188     |
| M26        | M26     | Krótki łącznik między M25 w Sevenoaks a M20 przed Maidstone. | Kent | 9,9     | 15,9    |
| M27        | M27     | Autostrada zlokalizowana na południowym wybrzeżu. Biegnie z Cadnam (na zachód od Southampton) do Portsmouth. | Hampshire | 25      | 40,2    |
| M32        | M32     | Odgałęzienie autostrady M4 koło Winterbourne prowadzące do centrum Bristolu. | - Gloucestershire - Bristol | 4,4     | 7,1     |
| M40        | M40     | Autostrada łączy Denham (na zachód od Londynu) z M42 na południe od Solihull. | - Buckinghamshire - Oxfordshire - Northamptonshire - Warwickshire | 89      | 143,2   |
| M42        | M42     | Część pierścienia autostradowego wokół Birmingham. Biegnie od M5 niedaleko Bromsgrove wokół południowej i wschodniej części miasta, a następnie na północ w stronę Measham. Odcinek koło Coleshill został zastąpiony przez M6 Toll. | - Worcestershire - Warwickshire - West Midlands - Leicestershire | 40      | 64,4    |
| M45        | M45     | Krótkie odgałęzienie, łączące A45 na południowy zachód od Rugby z M1 na południowy wschód od tego miasta oraz na północ od Daventry.                                                                                                | - Warwickshire - Northamptonshire | 7,9     | 12,7    |
| M48        | M48     | Severn Bridge, będący połączeniem M4 w Olveston (k. Thornbury) przez rzekę Severn do M4 w Rogiet (k. Caldicot). Przed otwarciem Second Severn Crossing arteria posiadała numer M4.                                                  | - Gloucestershire - Monmouthshire | 12      | 19      |
| M49        | M49     | Łącznik autostradowy pomiędzy M5 a M4 na zachód od Bristolu. | - Bristol - Gloucestershire | 5       | 8       |
| M50        | M50     | Połączenie M5 na północ od Tewkesbury z Ross-on-Wye. | - Worcestershire - Gloucestershire - Herefordshire | 21,6    | 34,8    |
| M53        | M53     | Połączenie Wallasey z Chester. | - Merseyside - Cheshire | 18,9    | 30,4    |
| M54        | M54     | Łączy M6 na północ od Wolverhampton z Wellington, na zachód od Telford. | - Staffordshire - Shropshire | 23      | 37      |
| M55        | M55     | Łączy M6 na północ od Preston z Blackpool. | Lancashire | 12,2    | 19,6    |
| M56        | M56     | Autostrada jest połączeniem Manchester (dzielnica Gatley) z A5117 między Ellesmere Port a Chester. | - Wielki Manchester - Cheshire | 33,3    | 53,6    |
| M57        | M57     | Obwodnica Liverpoolu, biegnie od M62 koło Huyton w kierunku północno-zachodnim do Switch Island (między Maghull a Aintree). | Merseyside | 10      | 16      |
| M58        | M58     | Trasa łączy Switch Island z Orrell, niedaleko Wigan. | - Merseyside - Lancashire - Wielki Manchester | 12      | 19      |
| M60        | M60     | Zewnętrzna Obwodnica Manchesteru, autostradowy pierścień wokół miasta. Kolejność numeracji węzłów zgodnie z ruchem wskazówek zegara, rozpoczynająca się na wysokości Stockport.                                                     | Wielki Manchester | 36      | 58      |
| M61        | M61     | Autostrada łączy Manchester (dzielnica Worsley) z Bamber Bridge koło Preston. | - Wielki Manchester - Lancashire | 20      | 32,2    |
| M62        | M62     | Trasa łączy Liverpool z A63 między North Cave a Newport, na zachód od Kingston upon Hull. Arteria nie ma ciągłości między Winton a Simister – odcinek ten został włączony do M60.                                                   | - Merseyside - Cheshire - Wielki Manchester - West Yorkshire - North Yorkshire - East Riding of Yorkshire | 107     | 172     |
| M65        | M65     | M65 łączy Bamber Bridge k. Preston z Colne. | Lancashire | 25,8    | 41,5    |
| M66        | M66     | Łączy Ramsbottom z M60 w Whitefield. | - Lancashire - Wielki Manchester | 8       | 12,9    |
| M67        | M67     | Łączy M60 w Denton (na wschód od Manchesteru) z Hattersley (na wschód od Hyde). | Wielki Manchester | 5       | 8       |
| M69        | M69     | Łączy Coventry z Leicester. | - Warwickshire - Leicestershire | 15,7    | 25,3    |
| M73        | M73     | Stanowi połączenie M74 koło Uddingston z M80, na południowy zachód od Cumbernauld. | - North Lanarkshire - Glasgow | 7       | 11,3    |
| M74        | M74     | Łączy Glasgow (dzielnica Pollokshields) z A74(M) w Abington | - Glasgow - North Lanarkshire - South Lanarkshire | 40      | 60      |
| M77        | M77     | Arteria jest połączeniem M8 w Glasgow (dzielnica Pollokshields) z Fenwick w okolicy Kilmarnock. | - Glasgow - East Renfrewshire - East Ayrshire | 20      | 32,2    |
| M80        | M80     | Autostrada stanowi połączenie M8 w Glasgow (dzielnica Riddrie) z M9, na południe od Stirling. | - Glasgow - North Lanarkshire - Falkirk - Stirling | 25      | 40,2    |
| M90        | M90     | Połączenie Inverkeithing (na północ od mostu Forth Road Bridge) z Perth. | - Fife - Perth and Kinross | 30      | 48,3    |
| M180       | M180    | Łącznik M18 w Thorne z A15 (na południe od Humber Bridge) i A180 (na zachód od Grimsby). | - South Yorkshire - Lincolnshire | 25      | 40,2    |
| M181       | M181    | Odgałęzienie M180 w kierunku Scunthorpe. | Lincolnshire | 2       | 3       |
| M271       | M271    | Odgałęzienie od autostrady M27 o relacji północ – południe, biegnące w kierunku północnym do drogi A3057, zaś w kierunku południowym do Redbridge.                                                                                  | Hampshire | 3       | 4,8     |
| M275       | M275    | Odgałęzienie od M27 w Horsea Island, biegnące w stronę Portsmouth. | Hampshire | 2       | 3,2     |
| M602       | M602    | Łącznik między M62 w Winton a Salford, na zachód od centrum Manchesteru. | Wielki Manchester | 4       | 6,4     |
| M606       | M606    | Odgałęzienie od autostrady M62 niedaleko Cleckheaton, prowadzące do Bradford. | West Yorkshire | 3       | 4,8     |
| M621       | M621    | Autostrada łączy M62 w Glidersome z M1 w pobliżu Rothwell. Trasa biegnie blisko centrum Leeds. | West Yorkshire | 7,7     | 12,4    |
| M876       | M876    | Autostrada łączy M80 blisko Danny (płn.-zach. od Falkirk) z A876 koło Kincardine Bridge. Krótki odcinek znajdujący się na północ od Stenhousemuir posiada oznaczenie M9.                                                            | Falkirk | 8       | 12,9    |
| M898       | M898    | Odgałęzienie M8 koło Erskine do A898 dobiegającej do mostu Erskine Bridge. | Renfrewshire | 0,5     | 0,8     |

### Autostrady A(M)
- A1(M) – Londyn – Newcastle upon Tyne
- A3(M) – Waterlooville – Havant
- A38(M) – Przedłużenie M6 do centrum Birmingham
- A48(M) – Przedłużenie M4 do Cardiff
- A57(M) – Północna część obwodnicy Manchester
- A58(M) – Zachodnia część obwodnicy Leeds
- A64(M) – Wschodnia część obwodnicy Leeds
- A66(M) – Przedłużenie A1(M) do Darlington
- A74(M) – M74 – Abington – Gretna
- A167(M) – w centrum Newcastle upon Tyne
- A194(M) – Przedłużenie A1(M) przez Newcastle upon Tyne do Tyne Tunnel
- A308(M) – Przedłużenie M4 do Maidenhead
- A329(M) – Bracknell do Winnersh (bei Reading)
- A404(M) – Między M4 i Henley-on-Thames
- A601(M) – Przedłużenie M6 przez Carnforth (Lancashire) do A6,
- A627(M) – Rochdale – Oldham – M62
- A823(M) – Przedłużenie M90 do Dunfermline

### Dawne autostrady
Autostrady, które zdegradowano do kategorii dróg głównych (ang. primary roads)
| Oznaczenie | Numer    | Opis przebiegu |
| ---------- | -------- | --- |
| M10        | M10      | Krótka autostrada łącząca St Albans z M1 koło Hemel Hempstead. Obecnie jest częścią A414. |
| M15        | M15      | Oznaczenie dla ulepszonych odcinków dróg A406 (North Circular Road) i A205 (South Circular Road). Tylko fragment od węzła nr 4 autostrady M11 do węzła Redbridge Roundabout posiadał parametry autostrady. Pierwotnie posiadał numer M11, ponieważ ówcześnie prowadził wyłącznie do i z autostrady. Po przedłużeniu trasy do Beckton włączono ten fragment autostrady do drogi A406. |
| M41        | M41      | Miejska trasa West Cross Route w Londynie, odgałęzienie od drogi A40(M). Jedyna zbudowana zachodnia część pierścienia autostrad wokół centrum miasta. Obecnie oznaczana jako droga A3220. |
| A18(M)     | A18(M)   | Odgałęzienie od autostrady M18. Obecnie w większości stanowi część autostrady M180. |
| A40(M)     | A40(M)   | Trasa Westway w Londynie, obecnie posiada numer A40. |
| A41(M)     | A41(M)   | Obwodnica Tring, w 1987 roku została zdegradowana do drogi A41. |
| A46(M)     | A46(M)   | Odgałęzienie autostrady M1 (węzeł nr 21) w stronę Leicester. Obecnie część drogi A5460. |
| A102(M)    | A102(M)  | Londyńska trasa East Cross Route, składająca się z dwóch fragmentów: - Hackney Wick – Old Ford (obecnie A12) - Blackwall Tunnel – rondo Sun in the Sands (obecnie A102). Była wschodnią częścią pierścienia autostradowego Londynu (London Motorway Box). |
| A329(M)    | A329(M)  | Północny fragment z Winnersh do Reading, obecnie w ciągu A3290. Obniżenie kategorii tego odcinka umożliwiło radzie miejskiej Reading wprowadzenie buspasa. |
| A6144(M)   | A6144(M) | Dawniej najdłuższa jednojezdniowa autostrada w Wielkiej Brytanii, prowadząca od M60 (na północ od Sale) do Carrington. Obecnie jest odgałęzieniem drogi A6144. |

### Autostrady ze zmienioną numeracją
| Oznaczenie | Numer    | Opis przebiegu |
| ---------- | -------- | --- |
| M16        | M16      | Pierwotnie była północnym fragmentem M25, jej numer zmieniono jeszcze przed otwarciem dla ruchu.                                                        |
| M63        | M63      | Razem z M62 i M66 połączono w jeden ciąg i nadano oznaczenie M60.                                                                                       |
| M85        | M85      | Obecnie odcinek autostrady M90 od węzła nr 10 do węzła nr 11. Dawniej M90 stanowiła odgałęzienie do Perth, zaś główna trasa posiadała numer M85.        |
|            | M531     | Od 1981 roku południowy fragment M53. |
|            | A20(M)   | W 1971 roku autostradę włączono do przebiegu M20 – odcinek od węzła nr 5 do węzła nr 8.                                                                 |
|            | A423(M)  | W chwili otwarcia posiadała numer A4(M), później była częścią M4. W latach 1971 – ok. 1990 posiadała oznaczenie A423(M). Obecnie istnieje jako A404(M). |
|            | A6127(M) | Obecnie posiada oznaczenie A167(M). |

## Irlandia Północna

### Autostrady
- M1(inne języki) – Belfast – Dungannon
- M2(inne języki) – Belfast – Antrim – Ballymena
- M3 – Belfast – Ballymacarrett
- M5 – Belfast – Newtownabbey
- M12(inne języki) – Przedłużenie M1 do Portadown
- M22 – M2 – Antrim – Randalstown